# 新马街乡
新马街乡，是中华人民共和国云南省文山壮族苗族自治州西畴县下辖的一个乡镇级行政单位。

## 行政区划
新马街乡下辖以下地区：
马街村、坪坝村和坡脚村。